# Andreu Alfaro
Andreu Alfaro Hernández (Valencia, 5 augustus 1929 – aldaar, 13 december 2012) was een Spaanse beeldhouwer.

## Leven en werk
Alfaro startte zijn carrière als schilder en tekenaar in de tweede helft van de vijftiger jaren. Hij had zijn eerste solotentoonstellingen in 1957 en 1958. Zijn eerste sculpturen tonen een sterke beïnvloeding door de constructivisten Constantin Brâncuşi en Antoine Pevsner. In 1959 sloot hij zich aan bij de kunstenaarsgroep Grupo Parpalló en hielp mee de groep ideologisch te veranderen richting een meer analytische kunst. In de zestiger jaren bleef Alfaro trouw aan het gebruiken van industriële materialen als staal en aluminium, hierin geïnspireerd door de werken van Jorge Oteiza. In de tweede helft van de zestiger jaren werd zijn werk minimalistischer.
In de tachtiger jaren experimenteerde hij met zulke uiteenlopende materialen als ijzerdraad en marmer. Alfaro werd in 1966 voor de Biënnale van Venetië uitgenodigd met zijn werk My Black Brother.

## Exposities en prijzen
In 1979 werd zijn oeuvre getoond in een retrospectieve tentoonstelling in het Palas Velázques in Madrid. Bijzonder opvallend zijn de grote sculpturen die Alfaro maakte voor de openbare ruimte in steden als Madrid, Valencia, Barcelona en Burgos in Spanje en Keulen, Mainz en Frankfurt am Main in Duitsland.
In 1981 won hij de Premio Nacional de Artes Plásticas de España. In 1991 volgde de Premio Alfons Roig d'Arts Plástiques. In 2005 was zijn werk te zien bij de Stiftung für Konkrete Kunst Roland Phleps in Freiburg im Breisgau.

## Werken (selectie)
- 1959 - Espacio para una fuente, Colegio Alemán de Valencia.
- 1962 - Cosmos 62, Urbanización de Calpe, frente al Peñón de Ifach.
- 1967 - Homenage al Mediterrani Urbanización en Avda de Niza, Alicante.
- 1971 - Un arbre per l'any 2000, Plaza Am Plärrer, Neurenberg.
- 1971 - Un món per a infants, beeldenpark Museo de Escultura al Aire Libre (Madrid)
- 1974 - Generatriu I, Autopista del Mediterráneo.
- 1979 - Lebenskraft, Jockel-Fuchs-Platz in Mainz
- 1981 - Escultura Monumental, Jardines del Hospital General.
- 1981 - Monumento al Països Catalans in Tàrrega (Lerida)
- 1984 - Esculturas monumentales, Parc de la Mar, Palma de Mallorca.
- 1986 - El món in Frankfurt am Main.
- 1988 - Obra monumental, Paleis van Justitie in Keulen.
- 1990 - Puerta de la Ilustración, Avenida de la Ilustración, Madrid.
- 1991 - Escultura Monumental conmemorativa del Millenari de Catalunya, vliegveld El Prat.
- 1992 - Escultura, Ciudad Olímpica de Barcelona, Barcelona.
- 1993 - Escultura en la fachada del Banco Santander, New York
- 1996 - La mujer trabajadora, Terrassa
- 1999 - Las Columnas de la UAB, Campus Universitat Autònoma de Barcelona in Barcelona

## Fotogalerij

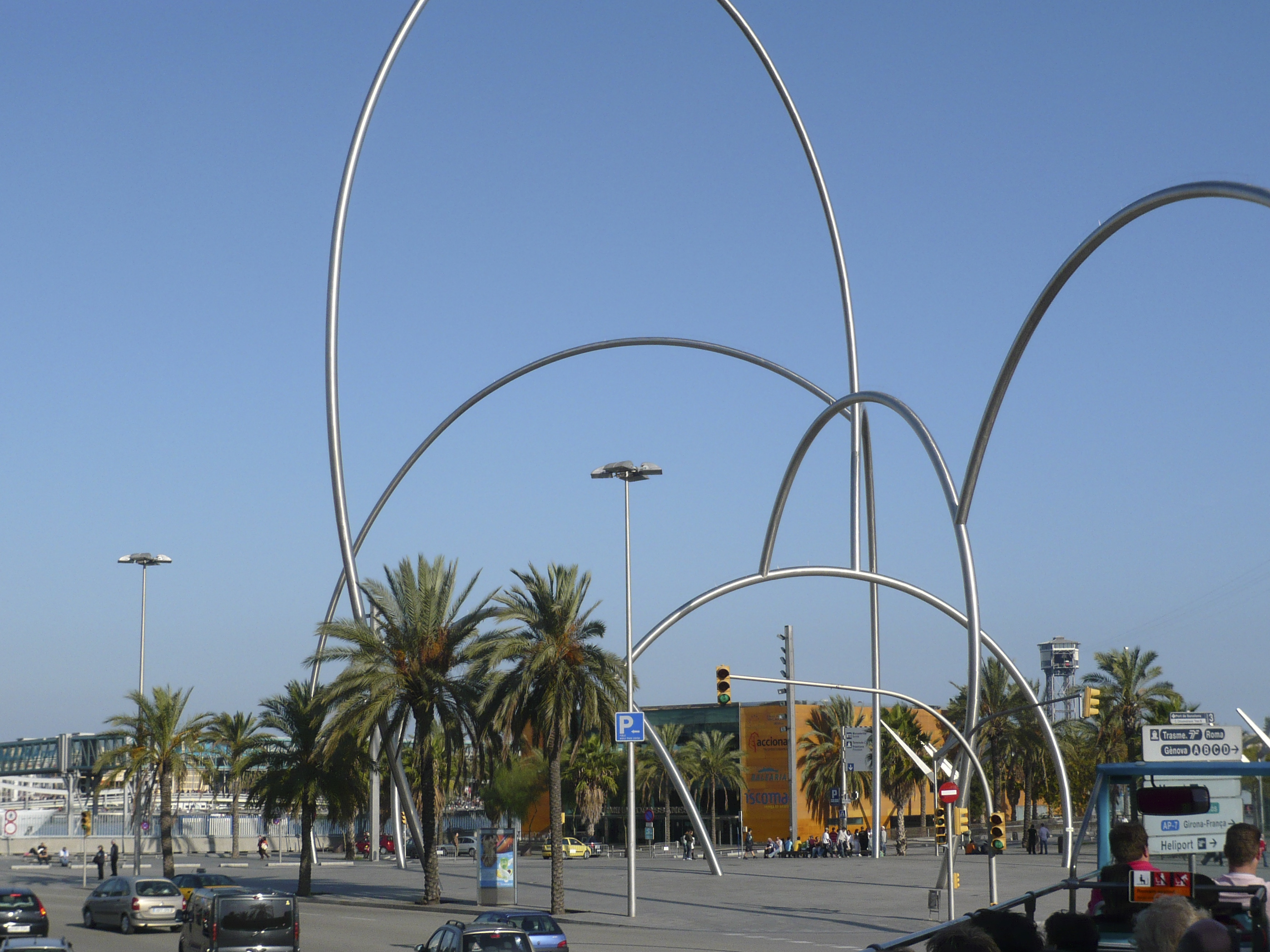
Plaça de les Drassanes in Barcelona
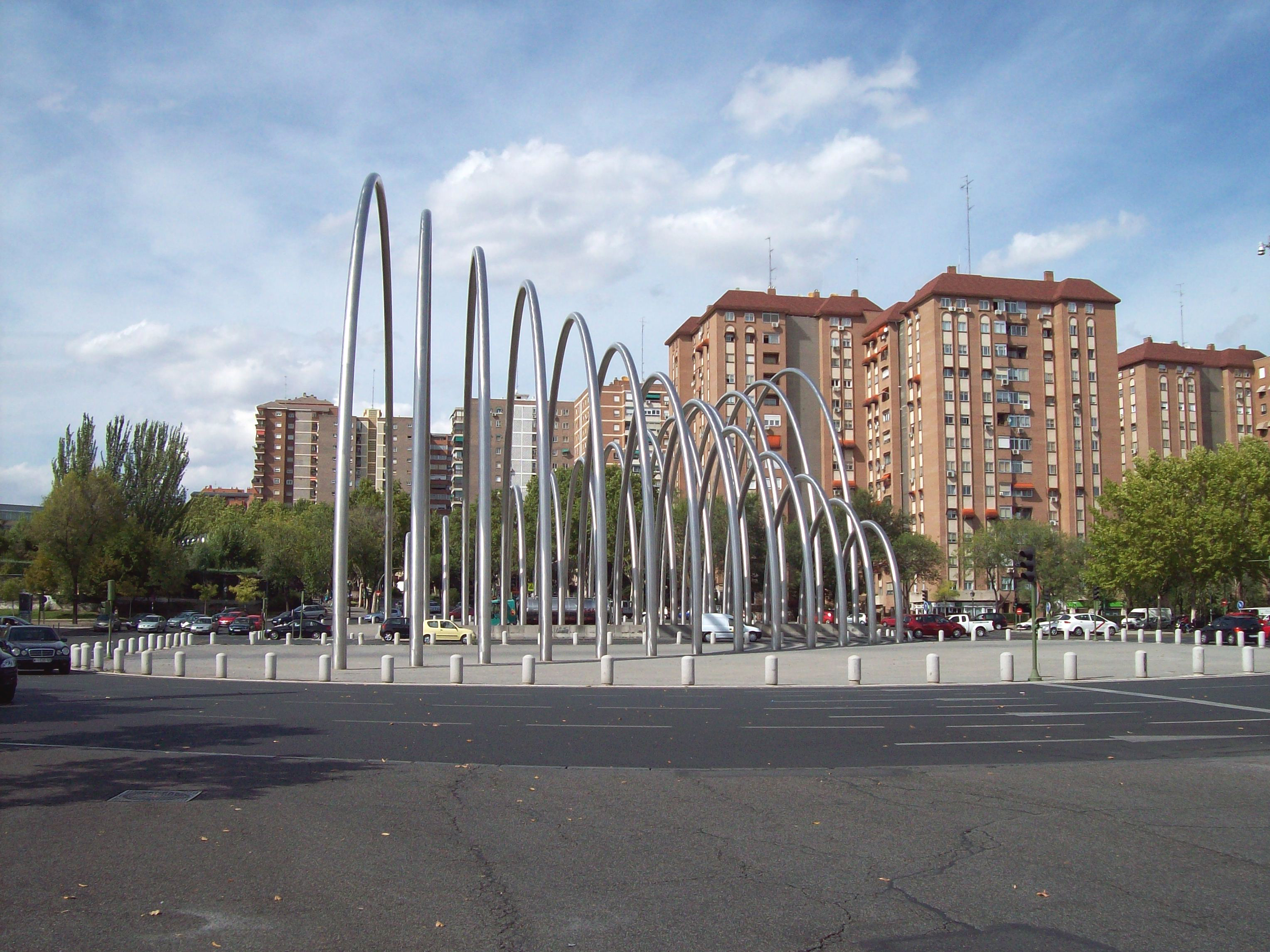
Puerta de la Ilustración, Madrid
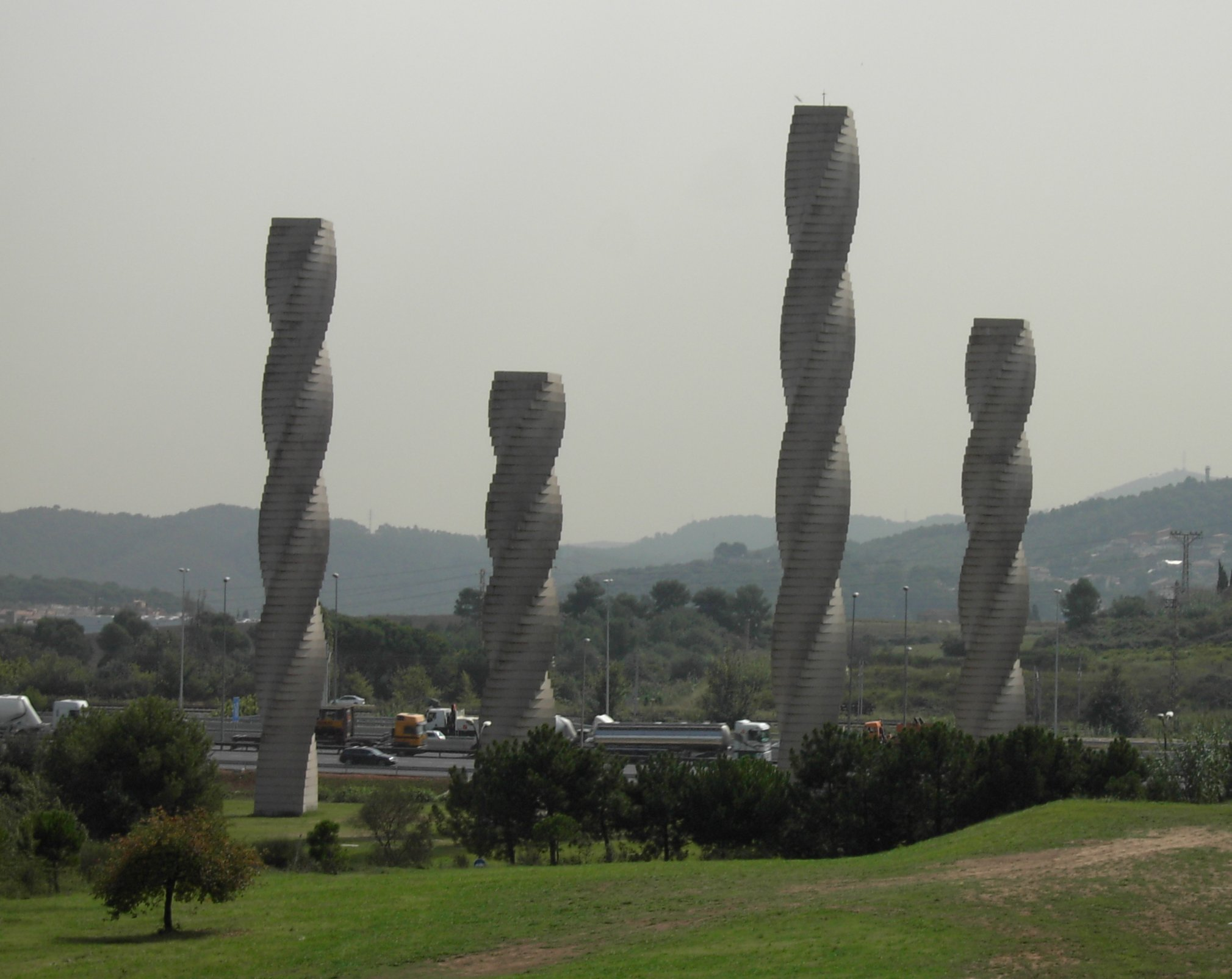
Las Columnas de la UAB (1999), Barcelona
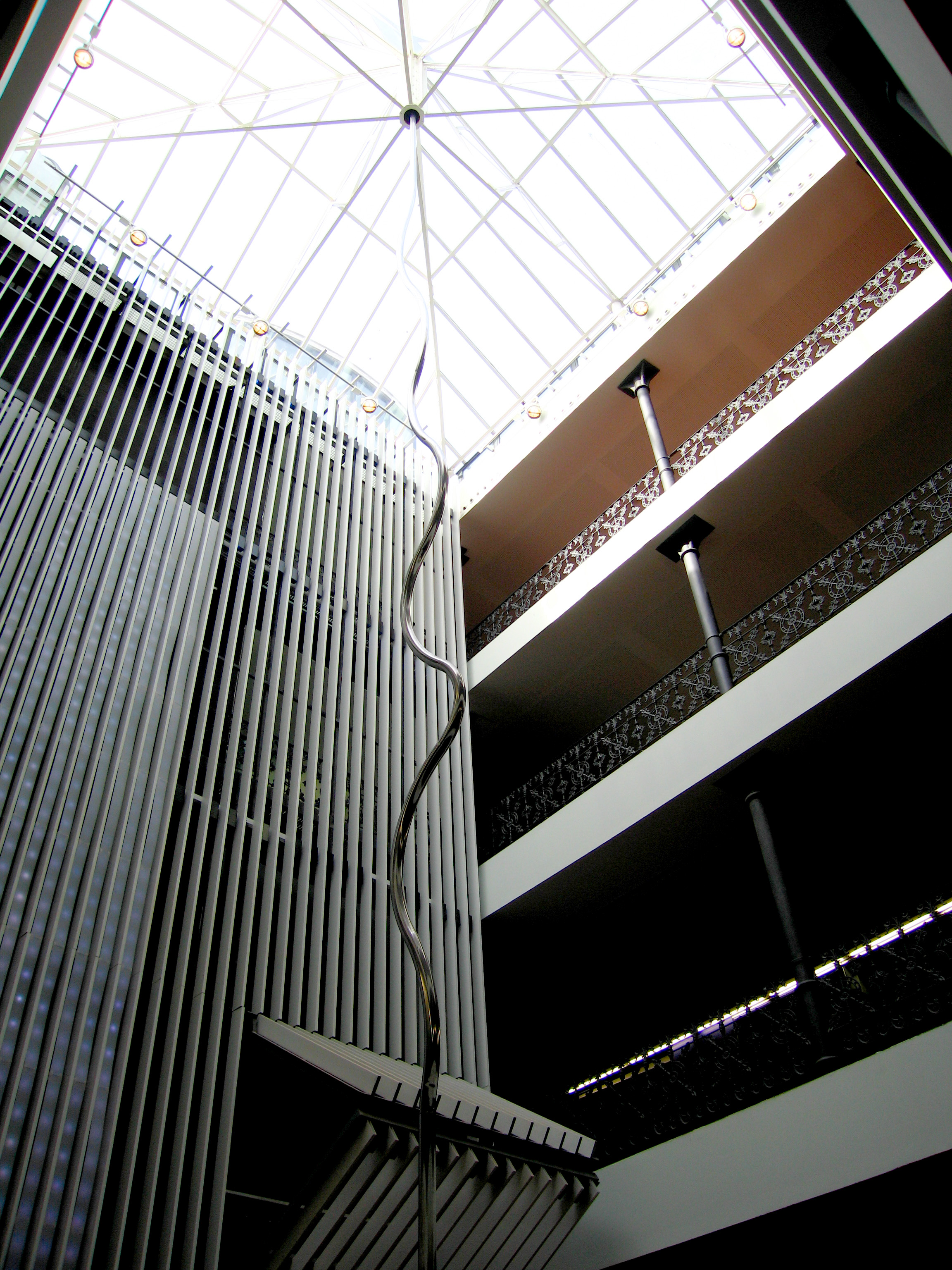
Octubre Centre de Cultura Contemporània, Valencia